# Мемориальный комплекс Дорут-Тиловат
Дорут-Тиловат (Дорут-Тилляват, Дор-ут-Тиловат, узб. Dorut tilavat yodgorlik majmuasi) — мемориальный комплекс эпохи Амира Темура и его преемников (XIV–XV вв.), усыпальница дома Темуридов в городе Шахрисабз (Кашкадарьинская обл., Узбекистан). 

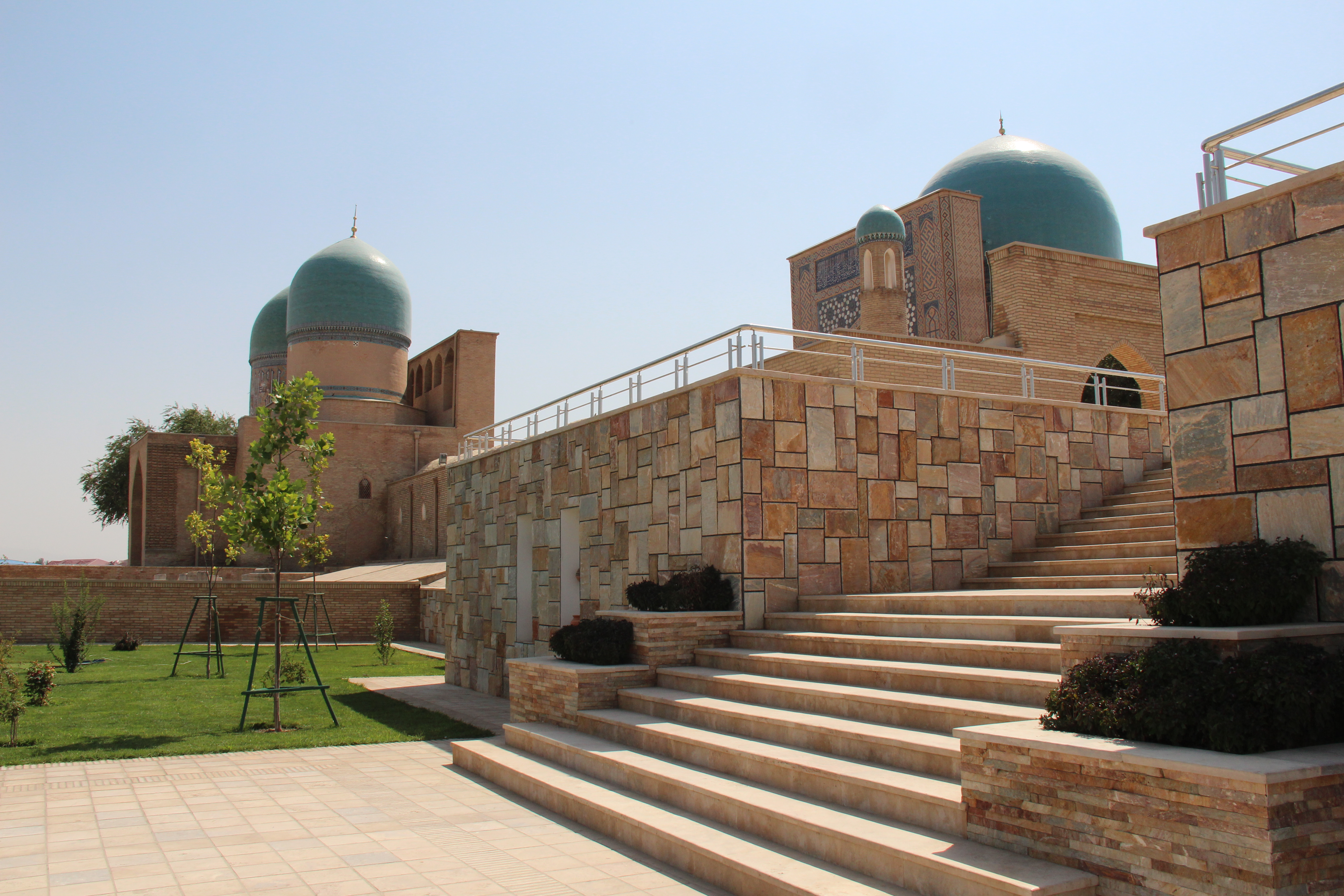

## Шахрисабз — родина Амира Темура (Тимура)
Шахрисабз — один из древнейших городов Центральной Азии, чей исторический возраст насчитывает 2700 лет. Древнее название города – «Кеш». Название «Шахрисабз» означает «зелёный город». Известность города связана с тем, что это родина Амира Темура (Тимура), и в эпоху правления Темуридов превращается в крупный культурный и духовный центр Мавераннахра. В юго-восточной части Шахрисабза располагается мемориальный комплекс Дорут-Тиловат, строительство которого было начато по указанию Амира Темура и сложилось в целостный комплекс в течение конца XIV – начала XV веков. Название «Qurʼon oʻqiladigan, tilovat qilinadigan joy» переводится как «Место чтения Священного Корана, место для размышлений, созерцаний».1

## Дорут-Тиловат при Амире Темуре
Дорут-Тиловат — сохранившаяся часть обширного мемориального ансамбля, который ранее включал не только сохранившиеся до наших дней сооружения, но и ряд усыпальниц и медресе, связанных с именами высшей знати державы Темуридов. До появления комплекса на этом месте располагалось старое кладбище сайидов — потомков мусульман, чья родословная восходит к самому пророку Мухаммаду.
Комплекс Дорут-Тиловат возведён в память о знаменитом религиозном деятеле XIV века шейхе Шамсиддине Кулола, который был наставником отца Темура Амира Тарагая, а также самого Темура (1336–1405). В своем труде «Зафарнома» Шарафуддин Али Язди писал: «Он искренне почитал дорогого Шейха Шамсиддина Кулола и часто посещал его благословенную могилу (для паломничества)».2
Учеником шейха был также Бахауддин Накшбанди (ум. в 1389), основавший в дальнейшем суфийский орден Накшбандийа.
Шейх Шамсиддин был простым гончаром (отсюда прозвище Кулола — «горшечник» или «керамист»), снискавшим уважение и почитание среди народа, а затем и знати. С его наставлений и руководства берёт начало путь к власти династии Темуридов, что отмечается и Амиром Темуром, и в особенности его знаменитым внуком Мирзо Улугбеком.
Могила пира Шамсиддина Кулола сразу же стала местом поклонения. По указанию Амира Темура его гробница была облицована плитами из черного мрамора, а рядом с нею, на остатках древней мечети, был выстроен однокупольный мавзолей, куда в 1373 году был перенесён прах Амира Тарагая, отца Амира Темура. В следующие десятилетия мемориал обрастал новыми гробницами, мечетями, медресе, связанными с именами преемников Амира Темура.
К северу от мавзолея Шамсиддина Кулола было пристроено медресе Дорут-Тиловат. Позже весь архитектурный комплекс получил наименование Дорут-Тиловат.

## Завершение комплекса в правление Мирзо Улугбека

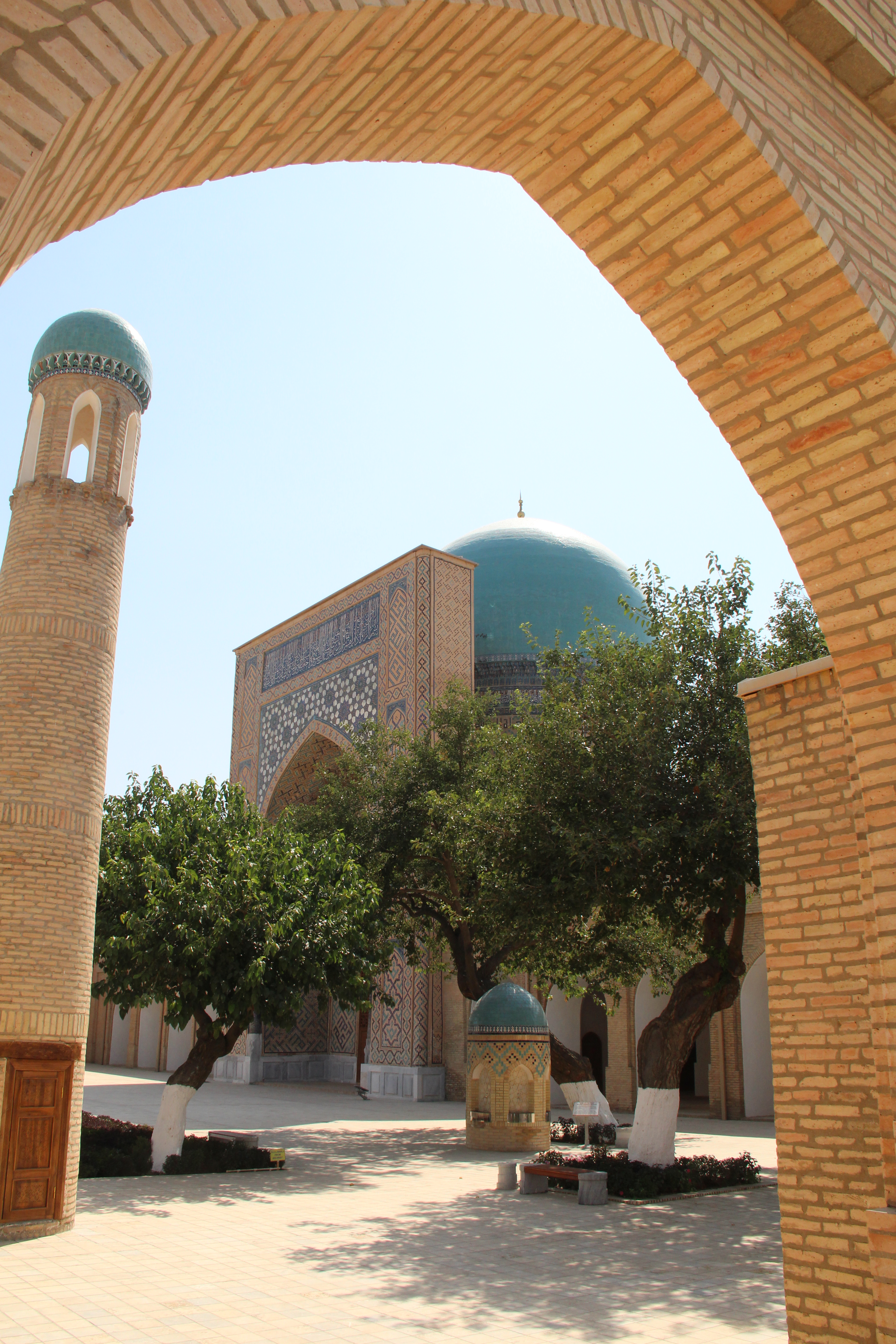

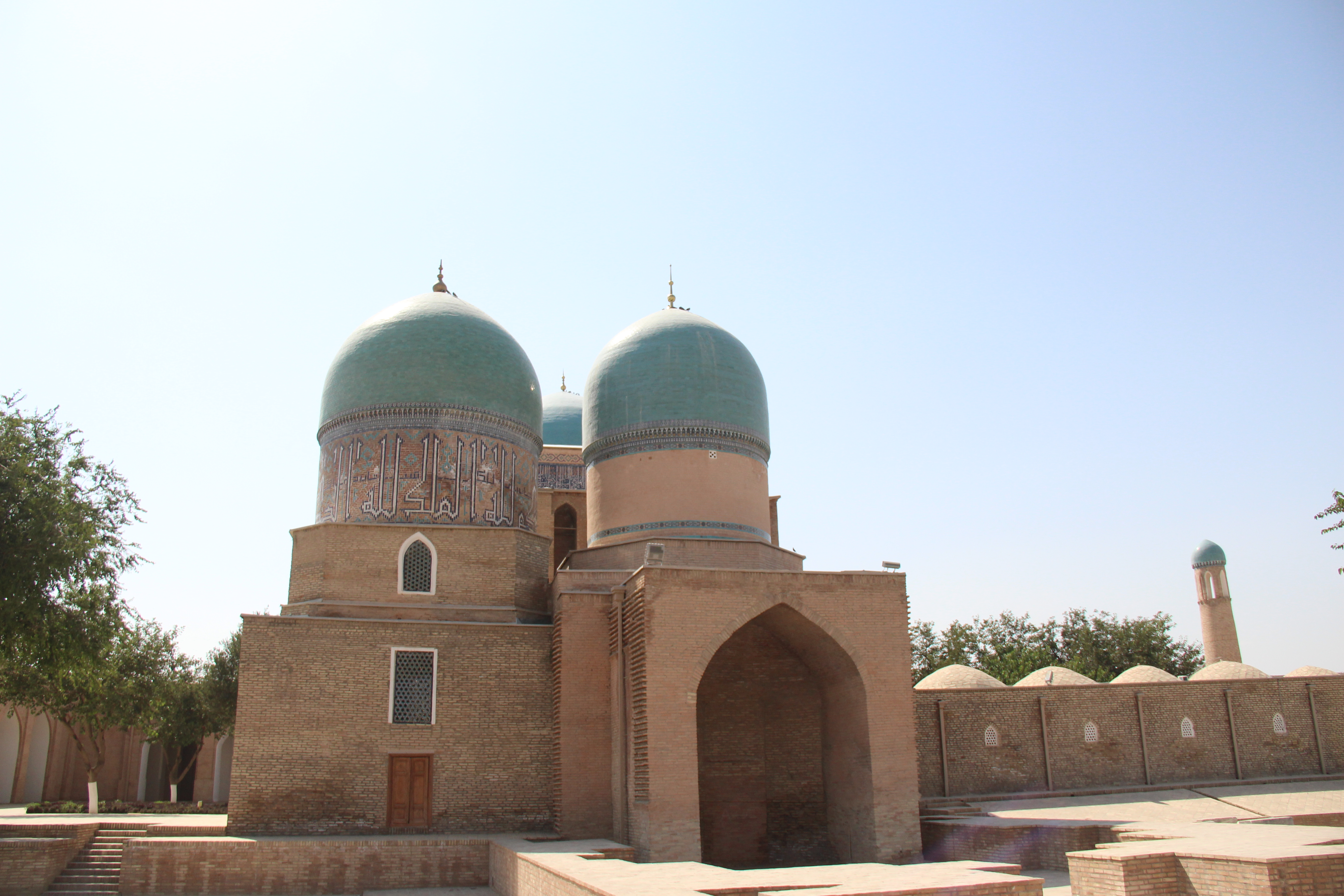

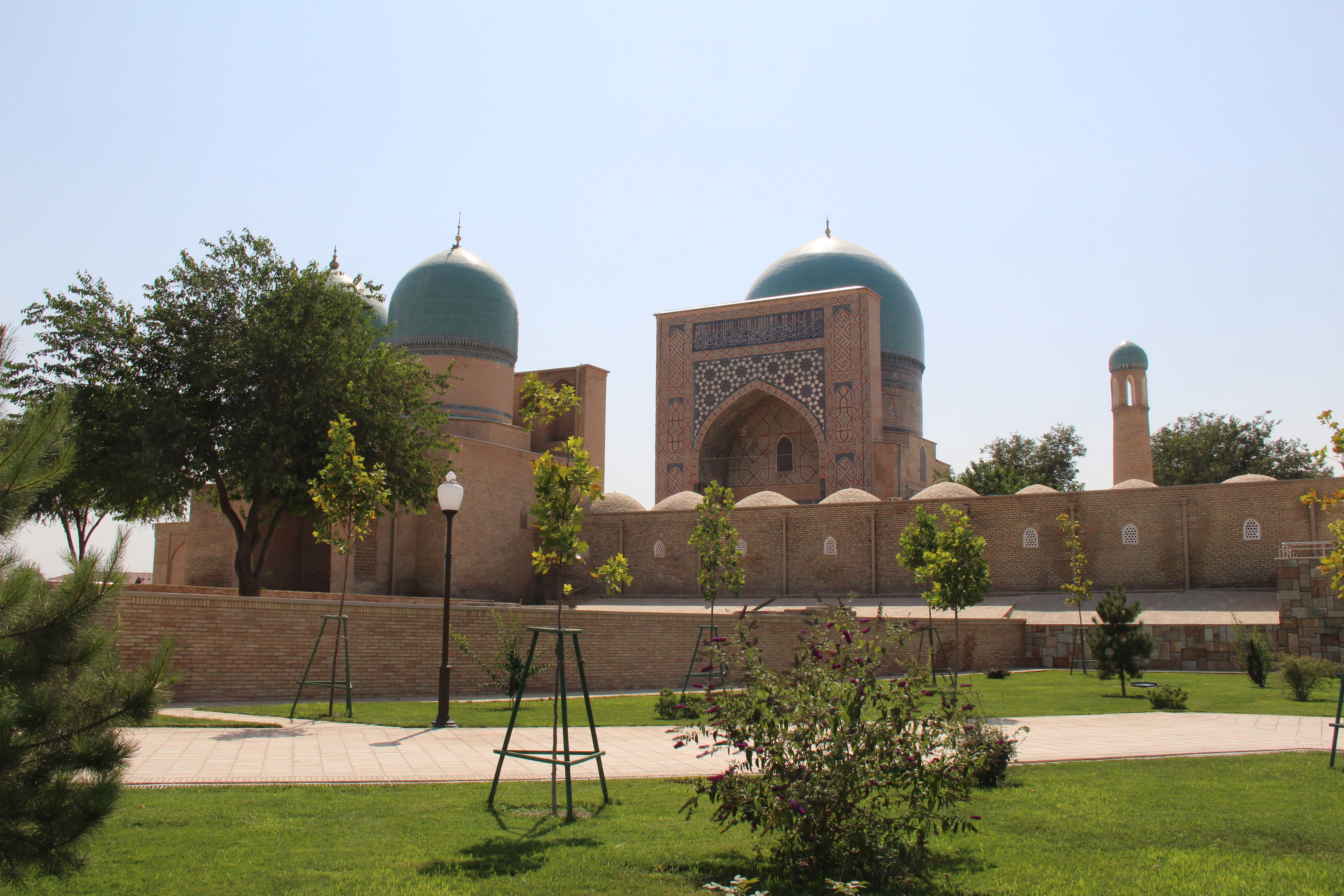

В годы правления Мирзо Улугбека (1394–1449 гг.) над погребением Шамсиддина Кулола был возведён мавзолей с куполом. При археологических исследованиях были обнаружены двойные стены мавзолея, что подтвердило указание в исторических источниках на то, что основой для усыпальницы Шамсиддина Кулола послужило здание старой мечети X–XII веков.
В 1435–1436 годах Мирзо Улугбек от имени своего отца Шахруха (согласно надписи на портале) строит мечеть по системе «кош» – напротив мавзолея Шамсиддина Кулола. Просторный квадратный зал новой мечети перекрывал большой купол, покрытый голубыми изразцами. Поэтому мечеть стала называться Кок Гумбоз («Голубой купол») и исполняла роль пятничной соборной мечети Шахрисабза.
Вправо и влево от основного помещения здания отходили крыльями навесы, поддерживаемые столбами, где могло разместиться большое число верующих. Входной пештак обращён на восток. Декоративное оформление было весьма сдержанным в отличие от других построек Улугбека, снабжено надписью: «Господство принадлежит Аллаху, богатство принадлежит Аллаху». В дворовой части был построен небольшой минарет.
Окончательное оформление комплекс Дорут-Тиловат получил в 1438 году. Тогда вплотную к мавзолею Шамсиддина Кулола Улугбек начал строительство мавзолея для родственников и потомков самого Улугбека, о чём сообщает надпись под куполом. Здание изящное, стройное, с высоким барабаном, на который опирался стрельчатый в то время наружный купол.
Сохранились древние надписи на мраморных надгробиях, где упоминаются имена сайидов. Отсюда и название мавзолея — Гумбази-Сейидан («Купол Сайидов»).
Таким образом, вокруг закрытого внутреннего двора медресе Дорут-Тиловат на протяжении XIV–XV веков сформировался единый мемориальный комплекс, который состоит из мавзолея Шамсиддина Кулола, самого медресе с гурханой Эмира Тарагая, мечети и династийной усыпальницы.